# Ona i on (piosenka Artura Gadowskiego)
Ona i on – utwór wokalisty Artura Gadowskiego, pochodzący z solowej płyty pt. Artur Gadowski, wydanej 20 kwietnia 1998 roku nakładem firmy Zic Zac/BMG. Utwór został zamieszczony na dziesiątej, ostatniej pozycji na krążku. Trwa 3 minuty i 11 sekund, i jest najkrótszym utworem znajdującym się na płycie.
Jest to osobisty utwór Gadowskiego. Tekst do utworu powstał z myślą o ówczesnej żonie wokalisty, Barbarze. Piosenka opowiada o parze szczęśliwie zakochanych w sobie ludzi, którzy z dnia na dzień są coraz bardziej szczęśliwi. Autorem tekstu oraz kompozytorem utworu jest Artur Gadowski. Brzmienie kompozycji utrzymane jest w łagodnym rockowym brzmieniu. Piosenka ma nastrój romantyczny.
Utwór pojawiał się na koncertach solowych Gadowskiego dość często, przeważnie na koncertach w latach 1998–1999, gdzie po raz ostatni został wykonany. Od tamtej pory nie był grany na koncertach.
Ona i On po raz pierwszy zostało wykonane na żywo po siedmiu latach przerwy, 14 października 2006 roku, przy okazji urodzinowego koncertu zespołu Ira w krakowskim klubie „Studio”. Utwór został wykonany przez zespół w wersji akustycznej, gdzie Gadowski zagrał na gitarze. Od tamtej pory utwór nie pojawia się na koncertach.

## Inne wersje
- Akustyczna wersja wykonana podczas urodzinowego koncertu zespołu Ira w październiku 2006 roku

## Twórcy
Artur Gadowski – śpiew
Muzycy sesyjni
Piotr Łukaszewski – gitara, Tomasz Czyżewski – gitara, Marek Kościkiewicz – gitara, Michał Grymuza – gitara, Marcin Bracichowicz – gitara, Tomasz Warsztocki – gitara, Michał Przytuła – instrumenty klawiszowe, Jacek Kochan – perkusja, Filip Sojka – gitara basowa, Antonio Fiorito – gitara basowa, Michał Przytuła – chórki, Mage Jones – chórki

## Produkcja
- Nagrywany oraz miksowany: listopad 1997 – marzec 1998 roku w CCS Studio w Warszawie
- Producent muzyczny: Michał Przytuła
- Realizator nagrań: Michał Przytuła, Jerzy Grabowski
- Aranżacja: Artur Gadowski, Marek Kościkiewicz, Jerzy Grabowski
- Teksty piosenek: Artur Gadowski, Jerzy Grabowski, Marek Kościkiewicz, Konstanty Ildefons Gałczyński
- Projekt okładki: Piotr Garlicki (Goldfinger Ltd.)
- Zdjęcia: Robert Wolański
- Wytwórnia: Zic-Zac/BMG